# Đoàn Tư Anh
Đoàn Tư Anh (段思英) là một vị vua thứ 2 của Vương quốc Đại Lý (tại vị: 944-945). Ông là con của vua Đoàn Tư Bình.
Ông kế vị cha mình làm hoàng đế vào năm 944, nhưng bị thúc phụ Đoàn Tư Lương phế truất. Sau đó, ông xuất gia, lấy hiệu là Hoành Tu Đại Sư (宏脩大師). Ông bị lưu đày ở Sùng Thánh Tự và chết vào năm 97 tuổi.